# Bronnizy
Bronnizy (russisch Бро́нницы) ist eine kreisfreie Stadt mit 21.102 Einwohnern (Stand 14. Oktober 2010) in der Oblast Moskau in Russland. Sie liegt am linken Ufer des Flusses Moskwa, 52 km südöstlich von Moskau entfernt. Die nächstgelegene Stadt ist Ramenskoje, 20 km nördlich von Bronnizy.

## Geschichte
Erstmals in einer schriftlichen Urkunde von 1453 als Bronnitschi erwähnt, erlangte das an einer Straße von Moskau ins südrussische Astrachan liegende Dorf gegen Mitte des 17. Jahrhunderts eine gewisse Bedeutung, als dort unter der Herrschaft des Zaren Alexei I. ein großer Marstall entstand. An diese Gegebenheit erinnert bis heute die Abbildung eines Pferdes auf dem Stadtwappen.
1705 wurde in Bronnizy die bis heute erhaltene steinerne Erzengel-Michael-Kathedrale errichtet. Dank der verkehrsgünstigen Lage ging es dem Ort wirtschaftlich gut, so dass er bereits 1781 Stadtrechte erhielt. An jene Zeit erinnern in der Stadt bis heute mehrere klassizistische Bauten. Ende des 18. Jahrhunderts entstanden in Bronnizy mehrere kleinere Fabriken. Im Krieg gegen Napoleon 1812 wurde die Stadt stark beschädigt, konnte aber im Laufe des 19. Jahrhunderts erneut wirtschaftlich aufholen.

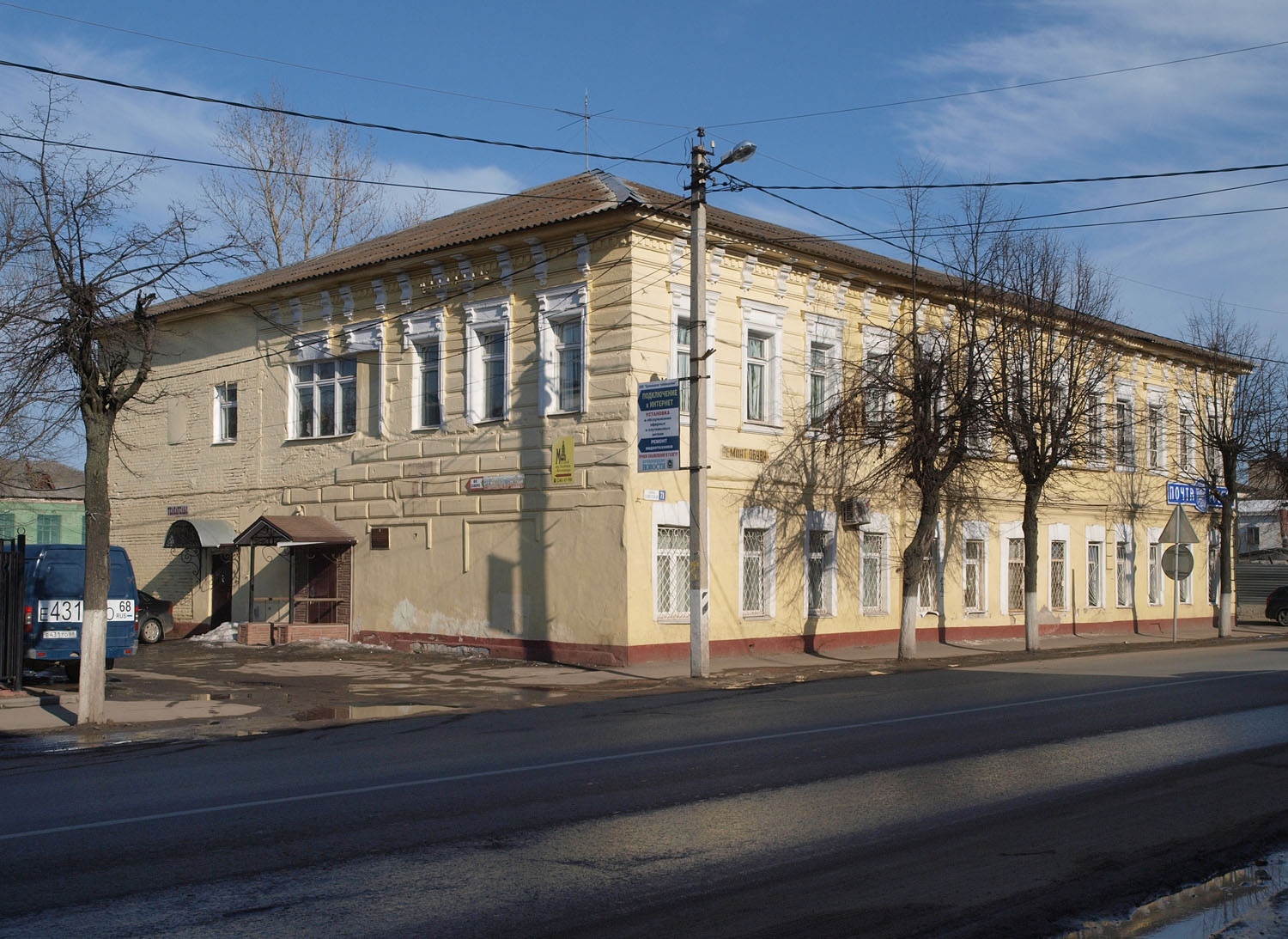
Eine Postfiliale in Bronnizy
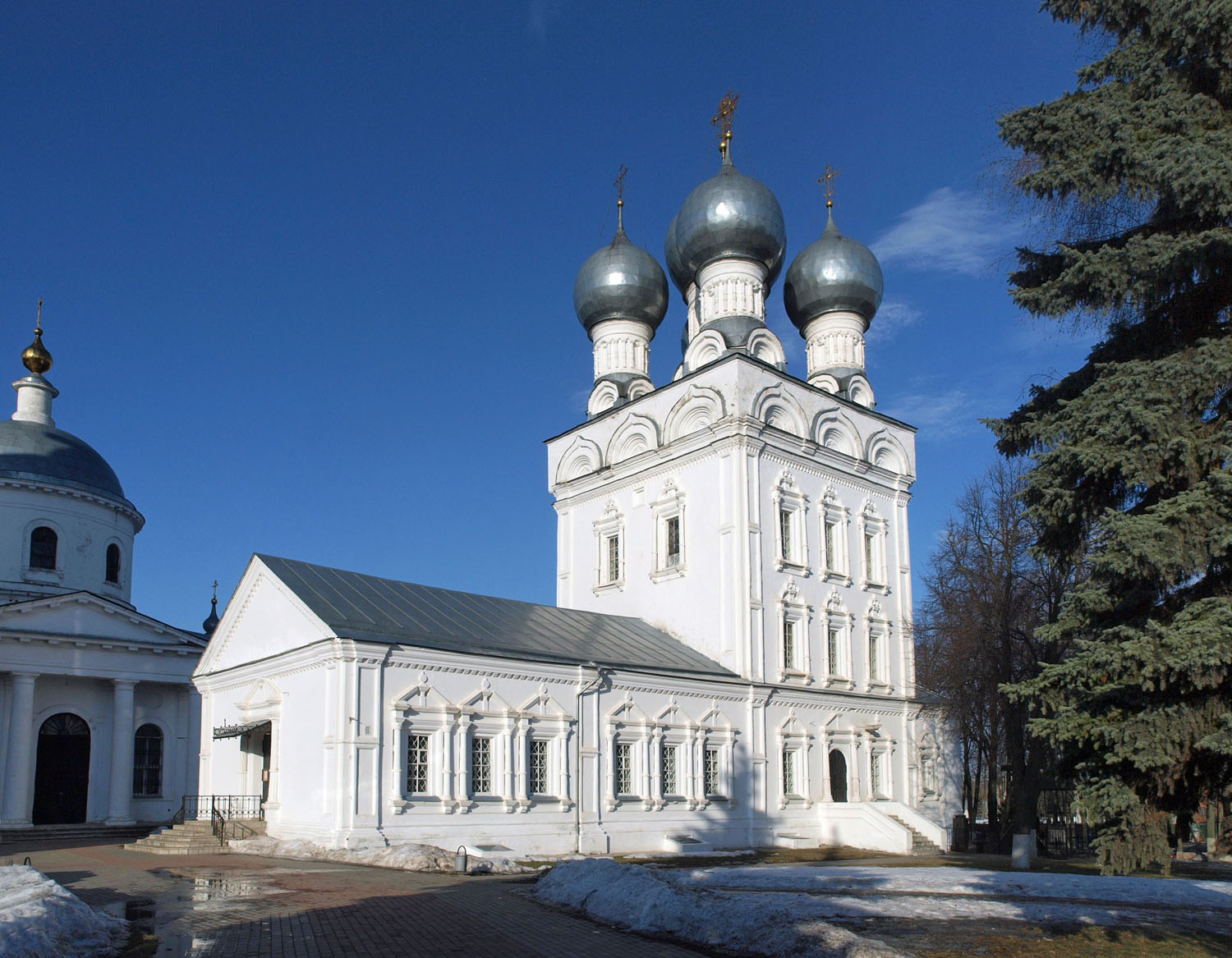
Erzengel-Michael-Kirche
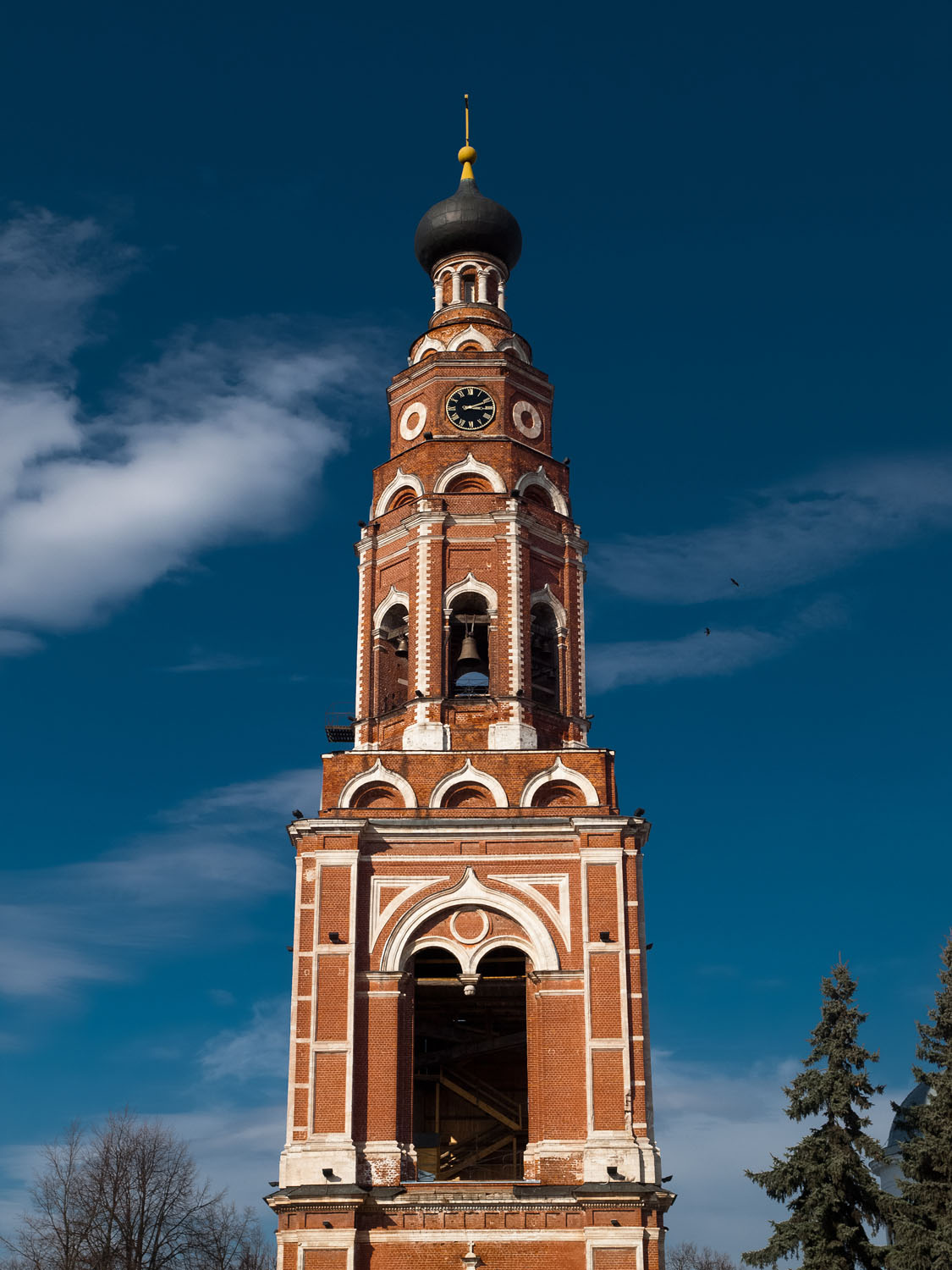
Glockenturm

### Bevölkerungsentwicklung
| Jahr | Einwohner |
| ---- | --------- |
| 1926 | 3.800     |
| 1939 | 6.127     |
| 1959 | 10.107    |
| 1970 | 11.782    |
| 1979 | 14.194    |
| 1989 | 16.057    |
| 2002 | 18.232    |
| 2010 | 21.102    |

Anmerkung: Volkszählungsdaten (1926 gerundet)

## Wirtschaft und Infrastruktur
Es gibt in Bronnizy mehrere kleinere Fabriken aus dem Bereich der Leicht- und der Nahrungsmittelindustrie.
Die Stadt liegt an der Kreuzung der Fernstraße M5 mit dem Schnellstraßenring A107. Es existiert eine Eisenbahnstation namens Bronnizy an der Moskau-Rjasaner Strecke. Sie befindet sich aber nicht in der Stadt, sondern 13 km nördlich.

## Persönlichkeiten
- Iwan Chochlow (1895–1973), Politiker der Kommunistischen Partei der Sowjetunion (KPdSU) und Generalleutnant des Quartiermeisterdienstes der Roten Armee, zwischen 1940 und 1943 Vorsitzender des Rates der Volkskommissare der Russischen Sozialistischen Föderativen Sowjetrepublik (RSFSR)
- Maxim Kainow (* 2002), Fußballspieler